# Burt Collins
Burt Collins (New York, 27 maart 1931 - aldaar, 24 februari 2007) was een Amerikaanse jazz-trompettist en bugelist. Als studiomuzikant speelde hij mee op veel opnames in de jazz en popmuziek.
Collins speelde in de tweede helft van de jaren vijftig bij of met Johnny Richards, Urbie Green en in Woody Herman's Swingin' Herd. In de jaren zestig was hij actief in de bigband van Duke Pearson. Rond 1970 had hij met trompettist Joe Shepley een groep, waarmee hij twee albums opnam. In 1977 speelde Collins in de nonet van saxofonist Lee Konitz. In zijn loopbaan was Collins ook actief als studiomuzikant, hij speelde mee op talloze opnamen, onder meer van Blue Mitchell, Stanley Turrentine, Jack McDuff, Jimmy McGriff, George Benson, Frank Foster, Albert Ayler, Antonio Carlos Jobim, T. Rex, Pacific Gas & Electric, Deodato, Janis Ian, James Brown, Vicki Sue Robinson, David Matthews, Jess Roden, Garland Jeffreys, Lalo Schifrin en Dakota Staton.
Collins heeft ook enkele leerboeken voor trompet geschreven.

## Discografie
Collins-Shepley Galaxy:
- Time, Space and the Blues, MTA Records, 1970
- Lennon and McCartney Live!, MTA Records

## Publicaties
- Music Minus One Trumpet: 18 Jazz Duets for Two Trumpets
- Trumpet Duets in Jazz
- Easy Jazz Duets for Two Trumpets and Rhythm Section